# Горана (Сагареджойский муниципалитет)
Горана (груз. გორანა) — село в Грузии. Находится в Сагареджойском муниципалитете края Кахетия. Высота над уровнем моря составляет 960 метров. Население — 74 человека (2014).